# Преотяса, Григоре
Григоре Преотяса (рум. Grigore Preoteasa, 25 августа 1915, Бухарест, Королевство Румыния — 4 ноября 1957, Москва, СССР) — румынский государственный деятель, министр иностранных дел Социалистической Республики Румыния (1955—1957).

## Биография
Родился в семье железнодорожника. В 1930-х гг. окончил филологический факультет Бухарестского университета. Как член Коммунистического Союза молодежи участвовал в февральской (1933) забастовке мастерских Гривицы. В следующем году был арестован и осужден.
В 1936 г. вошел в руководство Демократического студенческого фронта, созданного по инициативе Румынской коммунистической партии. За участие в работе запрещенной коммунистической газеты România Libera был арестован и интернирован в концлагерь Тыргу-Жиу, в котором пробыл почти до окончания Второй мировой войны. Летом 1944 г. совершил побег вместе со своим другом Николае Чаушеску. Во внутрипартийной борьбе поддержал Георге Георгиу-Дежа, который работал с его отцом.
В 1944—1946 гг. — главный редактор România Liberă, с 1945 г. — пресс-атташе Министерства пропаганды, неоднократно выступал с критикой премьер-министра Петру Гроза и возглавляемой им Национальной либеральной партии Румынии,
- 1947—1949 гг. — генеральный секретарь,
- 1949—1954 гг. — заместитель министра иностранных дел,
- 1954—1955 гг. — помощник премьер-министра по международным делам,
- 1955—1957 гг. — министр иностранных дел Социалистической Республики Румыния. На этом посту активно содействовал аресту на территории Румынии активных участников Венгерских событий (1956), в том числе Имре Надя и Дьёрдя Лукача.

С июля 1957 г. — кандидат в члены Политбюро, секретарь ЦК Румынской рабочей партии.
Трагически погиб в результате Катастрофы Ил-14 во Внукове (1957), на борту которого находились члены румынской правительственной делегации.